# Outtake
Ein Outtake (englisch ‚Herausnahme‘) ist ein Teil eines Werks (meist eines Films oder einer Musikaufnahme), der bei der Aufnahme entstand, aber nicht zu der offiziell veröffentlichten Fassung gehört. Die Produzenten und Künstler entscheiden im Nachhinein, welche der vielen bei einem Filmdreh oder einer Studioaufnahme anfallenden Takes etwas Signifikantes über den Aufnahmeprozess zeigen. Diese Takes heißen dann Outtakes und werden etwa auf DVDs mit Filmen als Sonderbeigabe mitgeliefert; meist zeigen sie Versprecher oder Pannen.

## Outtakes im Film
Outtakes (auch Nichtkopierer) sind Teile des gefilmten Materials, die nicht für den Film verwendet werden (können). Während das Wort Outtake grundsätzlich jede Art von nicht in den Film aufgenommene Szenen (ob fehlerhaft oder nicht) bezeichnen kann, werden im engeren Sinne solche Szenen, die (häufig auf komische Weise) schief gegangen sind, (vor allem in den USA) auch Blooper genannt.
Wird ein Film produziert, so wird erheblich mehr Bildmaterial gedreht, als letztlich benötigt wird. Viele Szenen müssen mehrfach gedreht werden, um mehrere Spielweisen der Akteure einzufangen und dadurch mehr Freiheiten beim Schnitt zu haben. In der Regel wird bei Unzufriedenheit des Regisseurs jenes Material nach dem Schnitt nicht weiter aufbewahrt. Manchmal kommt es jedoch vor, dass die Szene aufgrund einer Panne nicht verwendet werden kann, die zu einer humorvollen Situation führt – z. B. ein Versprecher. Teilweise machen Schauspieler die Aufnahme auch durch absichtliche Gags zunichte, um etwa die Stimmung beim Dreh aufzulockern. Dieses Material wirft man nach dem Schnitt nicht weg, sondern behält es als Outtake.
Manchmal werden Outtakes für den Abspann eines Filmes (z. B. bei Jackie-Chan-Filmen) oder einer Comedysendung zusammengeschnitten. Viele DVDs oder Blu-ray Discs bieten mit einem sogenannten gag-reel oder blooper-reel in der Sonderausstattung ebenfalls einen Zusammenschnitt der als am lustigsten geltenden Outtakes.
Der Begriff wird auch angewendet auf nicht verwendete Musikstücke eines Film-Soundtracks, die auf den Musiktonträgern zum Film dennoch oft veröffentlicht werden.

### Beispiele
- Die Monster AG, Das große Krabbeln und Toy Story 2 sind Beispiele für computeranimierten Kinofilme, die für den Abspann extra produzierte „Pannen“ enthalten.
- Einen besonders „intensiven“ Outtake produzierte Til Schweiger in Barfuss. Bei einer emotionalen Aufnahme im Freien wurde das Team zuerst durch ein tieffliegendes Flugzeug gestört, beim Weiterdrehen kam es zu einem Versprecher, und im dritten Anlauf trötete das Horn eines Lkw dazwischen.
- Die Outtakes der Bullyparade wurden im Laufe der Sendung zu einem sehr beliebten Teil der Sendung, sodass Michael Herbig auch im Abspann der Filme Der Schuh des Manitu und (T)Raumschiff Surprise – Periode 1 fast zehn Minuten lang vermasselte Filmszenen, Versprecher und Missgeschicke der Darsteller einbaute.
- Bei RTL Samstag Nacht gab es einen Sketch, der mit Der sich den Wolf probt betitelt wurde. Dieser bestand nicht nur aus dem eigentlichen kurzen Sketch mit Mirco Nontschew und Esther Schweins, sondern auch aus der Entstehung dieser Szene. Dabei wurde etwa zehn Minuten lang gezeigt, wie durch Nontschews Schuld die Aufnahmen immer wieder unterbrochen werden mussten und schließlich in einem Lachanfall der gesamten Filmcrew endeten. Gerade diese Szenen machten den sonst eher gewöhnlichen Sketch besonders lustig und bemerkenswert.
- Etwas Besonderes stellen Serien wie Scrubs – Die Anfänger, Lizzie McGuire und Hör mal, wer da hämmert dar, die auf Englisch produziert werden. In der deutschen Version werden die Outtakes mitsynchronisiert, und die Synchronsprecher müssen sich somit absichtlich versprechen.
- Dasselbe gilt für die erfolgreichste französische Komödie Willkommen bei den Sch’tis (2008).
- Am Ende von Filmen, in denen Jackie Chan eine Hauptrolle spielt, werden nicht nur witzige Pannen, sondern auch misslungene Stunts gezeigt.

## Outtakes in der Musik
Bei der Aufnahme von Tonträgern werden Mitschnitte (Takes) als Outtakes bezeichnet, die nicht für die Veröffentlichung einer Single oder eines Albums verwendet werden. Es handelt sich um Mitschnitte, die vom Künstler oder Musikproduzenten bei der endgültigen Zusammenstellung für die Erstveröffentlichung eines Tonträgers aus technischen oder künstlerischen Gründen nicht berücksichtigt wurden. Outtakes sind entweder fehlerhafte und nicht verwendbare Mitschnitte oder werden aufgenommen, um später veröffentlicht zu werden. Im Zuge der endgültigen Zusammenstellung eines Albums werden jedoch die vermeintlich besten Titel von den Künstlern und Produzenten ausgewählt und genutzt. Da sämtliche Takes einer Aufnahmesession archiviert werden, ist die spätere Veröffentlichung bisher unveröffentlichter Outtakes möglich. Die Outtakes werden dann entweder als Teil von Singles („Single B-Seite“) verwendet, erscheinen auf Boxsets und Zweitveröffentlichungen als Bonustracks oder werden nie veröffentlicht. Bereits die Beatles-Single Penny Lane / Strawberry Fields Forever (1967) enthielt zwei Outtakes der Aufnahmen aus der LP Sgt. Pepper’s Lonely Hearts Club Band (1967), die später Teil der LP-Fassung der Magical Mystery Tour-Veröffentlichung waren und dann auf dem als „Blaues Album“ bekannten Sampler 1967–1970 (1973) erschienen. Diese Songs wurden auch in die 1995 und 1996 herausgebrachten Outtake-Sammlungen unter dem Titel Anthology aufgenommen. Zahlreiche Outtakes von Filmen und Musikmitschnitten existieren auch von Elvis Presley (Nashville Outtakes & Early Interviews; 1979). Von Bob Dylan werden viele seiner Outtakes in der The Bootleg Series veröffentlicht.

## Outtakes in der Literatur
Obwohl weitaus seltener als im Film, so haben auch Schriftsteller in ihren Romanen und Geschichten gelegentlich Gebrauch von Outtakes gemacht. Ein Beispiel hierfür ist ein Kapitel in dem Roman xo des Schriftstellers Francis Nenik, das komplett durchgestrichen, aber dennoch lesbar ist.